# Ludwig von Hörnigk

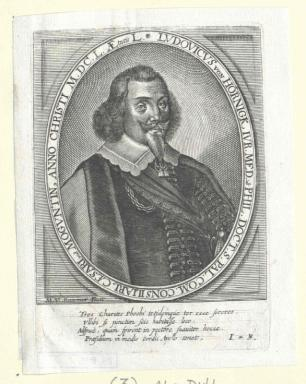
Ludwig von Hörnigk (1600–1667)

Ludwig von Hörnigk (* 16. März 1600 in Frankfurt am Main; † 2. August 1667 Mainz; auch Hörnigk oder Horneck geschrieben) war ein deutscher Arzt, Jurist und Autor. Sein Vater soll Ludwig V. von Hessen-Darmstadt gewesen sein.

## Leben
Seine Familie stammte wohl aus Darmstadt. Vor seinem Studium lernte er 1618 in Frankfurt Hebräisch beim Präzeptor Julius Konrad Otto. Hörnigk studierte anschließend in Gießen Medizin bei Gregor Horstius. Danach ging er nach Padua in Italien, wo er bei Adriaan van den Spiegel studierte. In Straßburg wurde er dann zum Doktor der Medizin promoviert. Am 1. Juni 1625 wurde er Arzt in Frankfurt am Main. 1626 wurden ihm in Prag der Titel und Rang eines Comes palatinus verliehen, was eine Standeserhöhung bedeutete. 1635 wurde er physicus ordinarius in Frankfurt. Mit seiner 1631 in Straßburg gedruckten Schrift Medicaster Apella verunglimpfte er in Frankfurt tätige jüdische Ärzte und griff auch deren Patienten namentlich an. 1638 promovierte er in Marburg in Jura. Er wurde zu einem der frühesten deutschen Verwaltungsjuristen.
1643 war er Aufseher bei der Zubereitung des Theriak, wobei er einen Betrug durch die Apotheker erkannt haben wollte, und veröffentlichte dies in einer Flugschrift. Er verlor am 10. Juni 1643 die Aufsicht an seine Kollegen Weikard und Peter de Spina III. und wurde zunächst Aufseher der Hospitäler. Im Oktober 1643 wurde er entlassen, nachdem er den Todkranken Theobald Krafft auf die Straße geworfen hatte und auch die Strafe dafür nicht bezahlte.
Danach wurde er Rat der Grafen von Solms in Rödelheim sowie deren Amtmann und Arzt. Aber schon bald lag er im Streit mit der Geistlichkeit, ein Prozess ging bis vor den Reichshofrat. 1647 verließ er Rödelheim und ging über Mainz nach Wien, wo er auch zum Katholizismus konvertierte, ein Schritt, der ihn mit vielen seiner Bekannten und Familie entzweite. 1650 kam er zurück nach Mainz und wurde Dekan der medizinischen Fakultät. 1655 war er als kaiserlicher Rat und Kurmainzer Rat wieder in Frankfurt. Von 1658 bis 1659 war er Rektor der Universität von Mainz, wo er bis zu seinem Tode blieb.

## Werke
Nach dem Urteil der Historiker des 19. Jahrhunderts zeichnet er sich wie viele Ärzte seiner Zeit durch zusammengelesene Gelehrsamkeit aus, blinden Autoritätsglauben und Vertrauen auf wunderwirkende Formeln, mangelndes Wissen in Anatomie und Physiologie habe er durch Redewendungen ersetzt.
- D. Petri Rostinii Newer/ außführlicher unnd nutzlicher Tractat Von den Frantzosen, 1626
- Medicaster Apella oder Judenarzt, Straßburg 1631 (er war seiner Zeit bereits als Judenhasser bekannt)
- Schwalbacher Saur- unndt Prodel-Brunnen-Beschreibung Frankfurt 1632
- Wissbades beschreibung, 1637
- Conclusionum iuridicarum centuria de regali postarum, 1638
- Politica medica, 1638
- Gründliche Antwort auff folgende vier Fragen, 1646
- Würg-Engel von Der Pestilenz, 1644
- Richtige Niederlegung der nichtigen Widerlegung M. Bernhardi Waldschmids,[3] Lutherischen Worts Dieners zu Franckfurt am Mayn, 1652
- Aller deß Heiligen// Römischen Reichs gehaltene Reichs//täge, Abschiede und Satzunge, sambt andern Käyserlichen und König//lichen Constitutionen, als Gülden Bull ... vom Jahr 1356 biß ... 1654 ...// neben dem zu Münster und Oßnabrück getroffenen// Friedenschluß, 1660
- Stellae Notariorum Novae Pars

## Familie
Er war seit Januar 1626 in erster Ehe mit Helene Weitz verheiratet. Sie stammte aus dem Frankfurter Patriziat.
- Arnold von Hörnigk (* 21. Januar 1627;) ; Gesandter von Kurmainz im Reichstag zu Regensburg 1676–82

⚭ Maria Katharina Wolf von Rosenbach
⚭ Anna Elisabeth ??
- Johann Christoph (* 1629)
- Maria Margarethe (1630–1633)
- Maria Elisabeth (* 1636)

Seine zweite Ehe ging er mit Maria Elisabeth de Jacobinis († 9. Juni 1681), Tochter von Paulus de Jacobinis, ein.
- Philip Wilhelm (* 23. Januar 1640; † 23. Oktober 1714), Nationalökonom und Kameralist
- Christoph Ludwig (* 6. April 1644; † 19. Februar 1720) , Sekretär von Johann Jakob Becher
- Johann Christian (* 1645)
- Ernst (* 1646)
- Johann Moritz (* 1649; † 14. August 1717) (ab 1713 Edler von Hörnigk)

⚭ Eva Sidonia Eckhardin von der Than († 16/23. Juli 1705 in Wien)
⚭ 26. April 1706 Anna Klara von Seckendorff (* 22. August 1659; † 1. September 1731)
- Hugo Friedrich (* 1653)
- Adolf Gottfried (* 1655)
- Philipp Werner (* 1656)
- Karl Heinrich (1658, nach 1701)
- Maria Veronika (1642; nach 1685) ⚭ 1662 Johann Joachim Becher (1635–1682)
- Ernestina, (* 1651, † 22. Dezember 1726) ⚭ 1671 Michael Voss (1647, † 18. Juni 1712) Professor der Medizin in Mainz